# 日本たばこアイメックス
日本たばこアイメックス株式会社とは、東京都墨田区に本社を置く企業。日本たばこ産業（JT）の完全子会社。特殊たばこ、喫煙具等の輸入及び販売に関する事業を行っている。